# Emil Wünsche

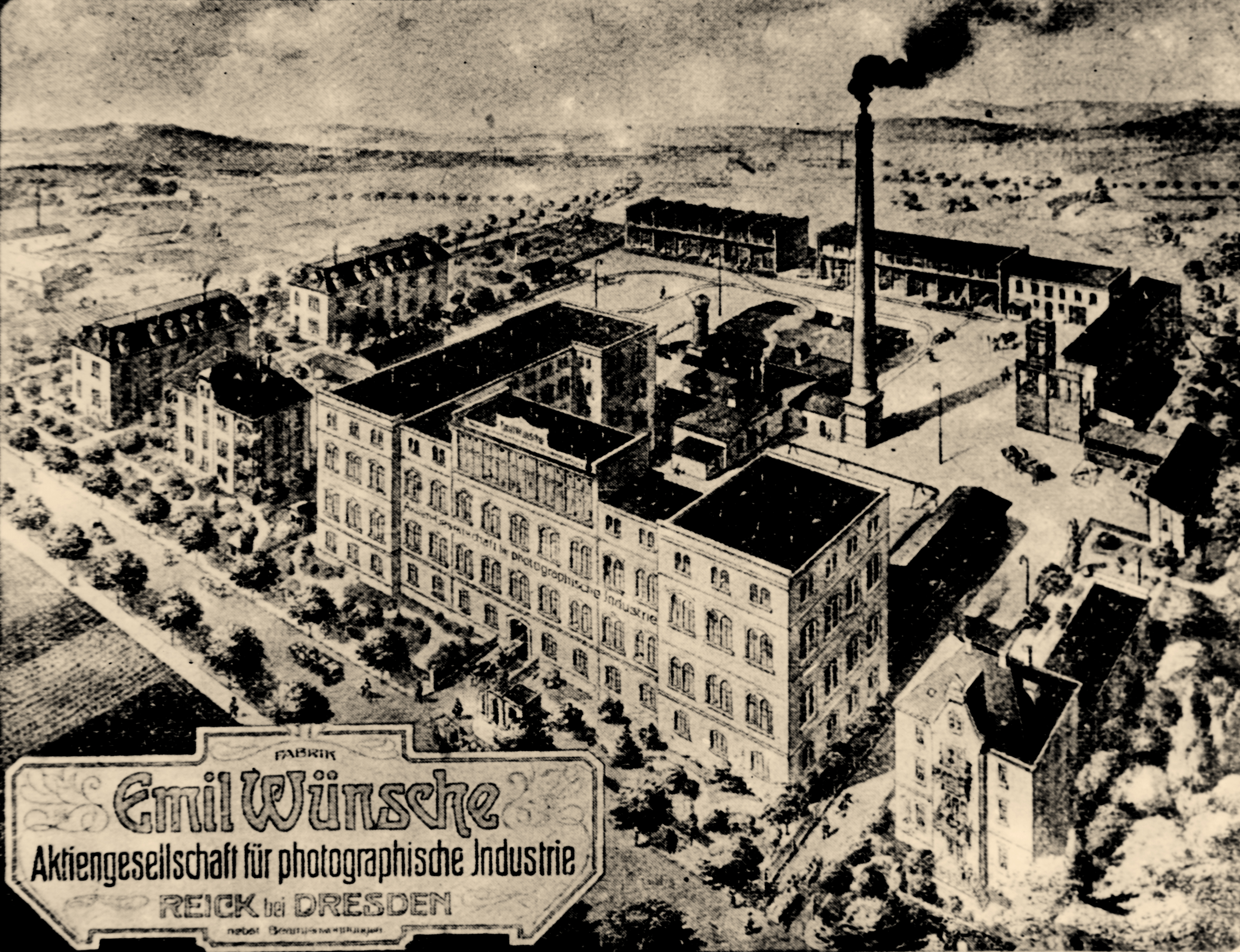
Vogelschau-Grafik der Fabrik der Emil Wünsche AG in Dresden-Reick

Emil Wünsche (* 15. April 1864 in Niederhelmsdorf; † 27. Oktober 1902 in Dresden) war ein deutscher Unternehmer der Fotoindustrie und Gründer der Emil Wünsche AG.

## Leben

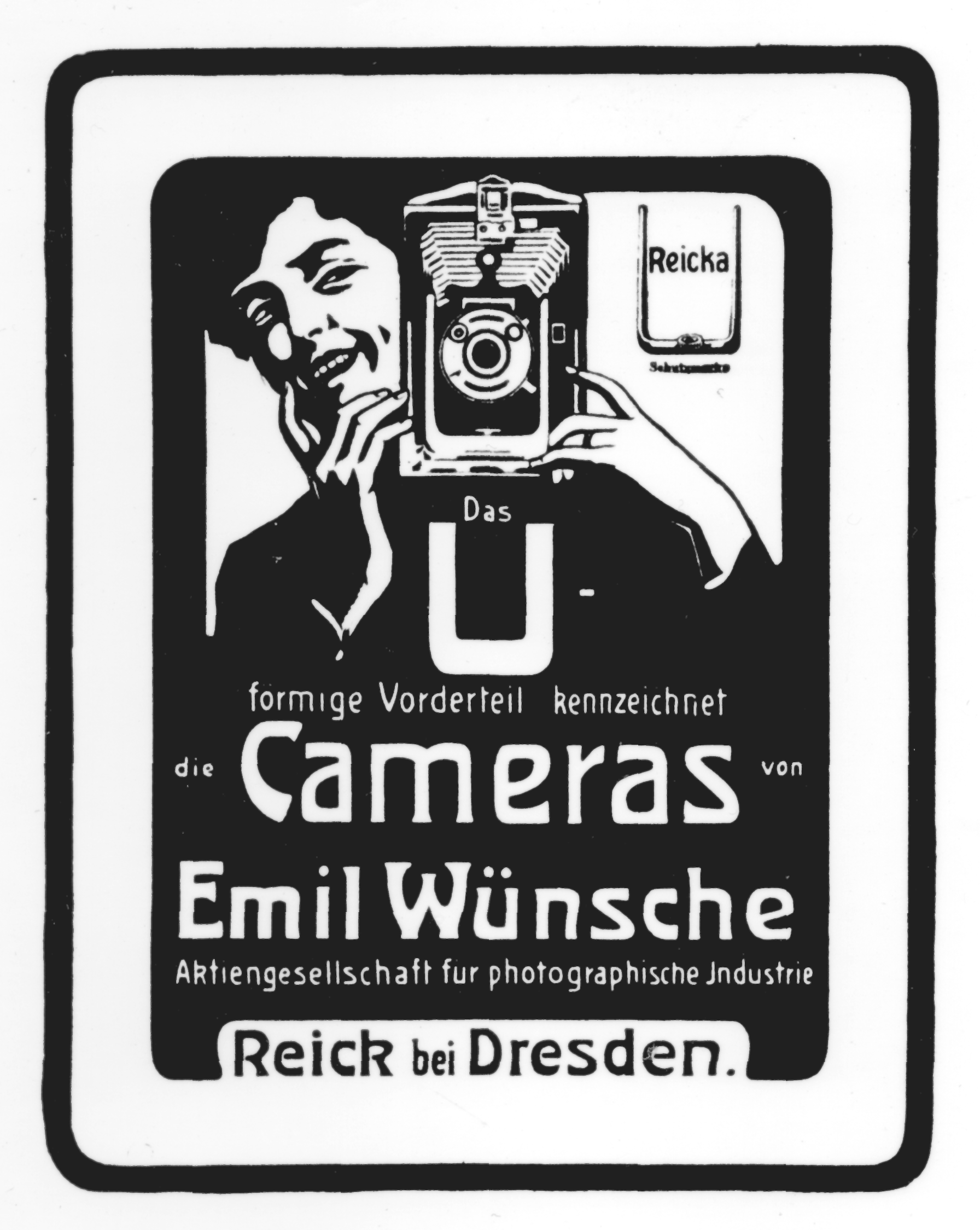
Werbung der Emil Wünsche AG, um 1906

Emil Wünsche war gelernter Kaufmann und arbeitete später in der Trockenplatten-Fabrik Unger & Hoffmann als Buchhalter. Hierbei wurde ihm der Wert von fotografischen Platten sowie anderen fotografischen Artikeln bewusst, und er beschloss, selbst ein Geschäft zu gründen. 1887 eröffnete er ein Versandgeschäft, um einen großen Kundenkreis mit fotografischen Artikeln abzudecken. Er belieferte allerdings nicht nur den Raum Dresden, sondern auch Interessenten in vielen anderen Orten des Königreichs Sachsen. Da eine Präsentation in der Residenzstadt selbst fehlte, eröffnete Emil Wünsche 1889 ein Geschäft in der Dresdner Innenstadt mit großzügigen Verkaufs- und Ausstellungsräumen im Haus Moritzstraße 20. Es war das erste Fachgeschäft für Kameras und Zubehör in Dresden, die dort angebotenen Kameras bezog er von der Hüttig AG.
1894 und 1895 kaufte Emil Wünsche einige Kleinbetriebe unter seinen früheren „Hauslieferanten“ auf, um einen größeren Einfluss auf die Gestaltung der Produktionsprogramme zu nehmen. Diese Kleinbetriebe behielten aber vorerst ihre juristische Selbständigkeit.
Da der Bedarf an Kameras und auch die Kameraproduktion stetig stieg, beschloss Wünsche – angeregt durch die Erfolge von Hüttig und Ernemann – den Bau einer eigenen Kamerafabrik. Im Juni 1896 erfolgte der erste Spatenstich auf freiem Feld in Dresden-Reick an der Mügelner Straße. Der Fabrikneubau wurde mit den für die damalige Zeit modernsten technischen und sozialen Einrichtungen gebaut und ausgestattet. Alle Arbeitsmaschinen wurden von einer 120-PS-Dampfmaschine angetrieben.
1898 beschloss man, das Unternehmen in eine Aktiengesellschaft umzuwandeln, womit man eine größere finanzielle Flexibilität erreichen wollte. Die vorher aufgekauften Kleinbetriebe verloren dabei ihre juristische Selbständigkeit. Daraufhin begann eine zielgerichtete Kameraentwicklung, die eine steigende Produktion und Beschäftigtenzahl mit sich brachte. 1902 war die Emil Wünsche AG der zweitgrößte Kamerahersteller nach der Hüttig AG, aber noch vor Ernemann. Im gleichen Jahr gab es eine einschneidende Wendung: Emil Wünsche wählte am 27. Oktober 1902 den Freitod, woraufhin Richard Lange, der vorher Prokurist bei Hüttig war, dessen Direktorenposten neben Bernhard Eichapfel übernahm. 
1907 übernahm Ludwig Scheuermann die Leitung der Emil Wünsche AG. Zu dieser Zeit geriet das Unternehmen durch die Konkurrenzsituation und zu spätes Reagieren auf Streikforderungen in wirtschaftliche Schwierigkeiten. 1908 konnte wieder ein geringer Gewinn erreicht werden, aber es kam nicht mehr zu einem absoluten Aufschwung. Da mittlerweile Gespräche für eine Fusion der Dresdner Kamerahersteller im Gange waren, kam es schließlich 1909 zu einer Vereinigung zur ICA AG. Diese war die einzige Überlebenschance für Wünsche, denn nur so konnten die Produktion der Wünsche-Kameras fortgesetzt und damit die Arbeitsplätze der Beschäftigten gesichert werden.

## Bekannte Produkte
- Mars-Camera, eine Magazinkamera für 12 Platten im Format 12 cm × 16,5 cm mit sehr gut verarbeitetem Holzgehäuse
- Spiegel-Camera Bosco
- Spiegel-Camera Ada